# لين سميث (لاعب كرة قدم أسترالية)
لين سميث (بالإنجليزية: Len Smith)‏ هو لاعب كرة قدم أسترالية أسترالي، ولد في 4 مايو 1913، وتوفي في 11 أكتوبر 1972.

## وصلات خارجية
- لين سميث على موقع AustralianFootball.com (الإنجليزية)
- لين سميث على موقع AFLtables.com (الإنجليزية)